# Bristol Hydra
Il Bristol Hydra era un motore aeronautico radiale a 16 cilindri doppia stella raffreddato ad aria realizzato dall'azienda britannica Bristol Engine Company negli anni trenta e rimasto allo stadio di prototipo.

## Storia

### Sviluppo
Il Bristol Hydra può essere considerato come un progetto di riserva portato avanti per sopperire ad eventuali fallimenti dei motori stellari dotati di valvole a fodero che la ditta stava sviluppando in quello stesso periodo.
A capo del progetto dell'Hydra venne posto Frank Owner. Egli sviluppò inizialmente un V4 dotato di un sistema di distribuzione con doppio albero a camme in testa (DOHV). Anche questo sistema era una novità per la ditta che fino a questo momento aveva utilizzato il più conosciuto sistema ad aste e bilancieri. Gli alberi a camme erano azionati direttamente dall'albero motore ed erano posti sopra le bancate dei cilindri. Il sistema che azionava il tutto si trovava nella parte posteriore del motore. L'albero motore era connesso con un solo albero a camme ed era questo ad azionare il secondo albero a camme. Nonostante la sua complessità questa configurazione si dimostrò più semplice del precedente sistema ad aste e bilancieri.
I primi test di questa unità furono superati positivamente e pertanto si pensò di realizzare un motore più grande unendo, ad un unico albero motore, quattro V4. Questa configurazione fece emergere una caratteristica del motore. I cilindri della stella anteriore e di quella posteriore erano tutti disposti sulla stessa linea e non sfalsati come avviene usualmente, per favorire il raffreddamento, nei motori stellari. Per ragioni di ingombro il motore era dotato solo di due valvole per cilindro, limitando però l'efficienza volumetrica dei cilindri.
Furono solo due gli esemplari effettivamente costruiti e uno di questi fu provato in volo su un Hawker Harrier. I primi test non furono incoraggianti in quanto il propulsore, a regimi di funzionamento critici, soffriva di forti vibrazioni.
Con l'emergere di risultati positivi dallo sviluppo dei motori con valvole a fodero il progetto dell'Hydra venne abbandonato.

## Velivoli utilizzatori
- Hawker Harrier (solo come banco prova volante)